# NGC 290
NGC 290 är en öppen stjärnhop i Lilla magellanska molnet i stjärnbilden Tukanen. Den upptäcktes den 11 april 1834 av John Herschel.